# Vejle Boldklub
El Vejle Boldklub és un club de futbol danès de la ciutat de Vejle.

## Història
El club va néixer el 3 de maig de 1891 dedicat al criquet. El futbol va aparèixer el 1902. Entre 2011 i 2013 es va fusionar amb el Kolding FC formant el Vejle Boldklub Kolding.

## Palmarès
- Lliga danesa de futbol: 
  - 1958, 1971, 1972, 1978, 1984
- Copa danesa de futbol: 
  - 1958, 1959, 1972, 1975, 1977, 1981

## Futbolistes destacats
| 1950s - Poul Mejer (1950) - Poul Jensen (1953) - Knud Herbert Sørensen (I) (1954) - Tommy Troelsen (1957) - Henning Enoksen (1957) - Bent Sørensen (1957) 1960s - Johnny Hansen (1962) - Karsten Lund (1962) - Ole Fritsen (1963) - Ulrik le Fevre (1965) - Jørgen Markussen (1966) - Flemming Serritslev (1966) 1970s - Iver Schriver (1970) - Allan Simonsen (1971) - Knud Herbert Sørensen (II) (1971) - Gert Eg (1973) - Ib Jacquet (1975) - Ulrich Thychosen (1975) - Steen Thychosen (1977) - Alex Nielsen (1978) 1980s - John Sivebæk (1980) - Troels Rasmussen (1980) - Finn Christensen (1981) - Peter Kjær (1984) - Henrik Risom (1986) - Johnny Mølby (1987) - Brian Steen Nielsen (1988) - Preben Elkjær Larsen (1988) - Keld Bordinggaard (1989) - John Larsen (1989) - Jacob Laursen (1989) | 1990s - Jesper "Krølle" Mikkelsen (1993) - Thomas Gravesen (1995) - Kaspar Dalgas (1995) - Peter Graulund (1995) - Dejvi Glavevski (1995) - Thomas Sørensen (1996) - Erik Boye (1997) - Ulrik Balling (1999) 2000s - Steffen Kielstrup (2001) - Baré (2002) - Adeshina Lawal (2004) - Brian Nielsen (2005) - Bora Zivkovic (2007) - Pablo Piñones-Arce (2008) - Jimmy Nielsen (2009) 2010s - Alexander Scholz (2010) - Peter Ankersen (2010) |